# Reis lendários da Suécia

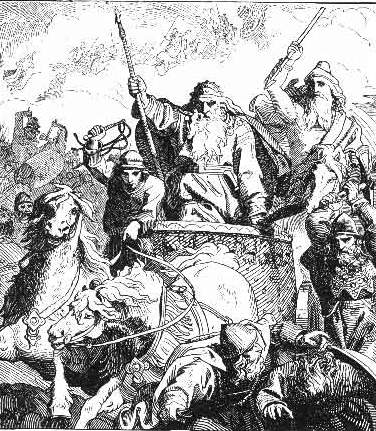
O rei lendário Haroldo Dente de Guerra na lendária Batalha de Bråvalla, gravura de Lorenz Frølich

Os Reis lendários da Suécia (em sueco: sagokungar) são os reis que foram documentados muito depois do seu tempo, estando frequentemente as fontes históricas existentes cheias de contradições e elementos mitológicos. Devido à dificuldade de as verificar ou comprovar, essas fontes têm um valor histórico de peso incerto e variável, mas podem conter alguma verdade e serem interessantes na pesquisa histórica. Dado que, até por volta do ano 900, as referências históricas aos reis da Suécia repousam em documentos tardios eivados de elementos míticos, esses reis são designados de reis lendários, reis semilendários ou reis míticos. O primeiro rei considerado histórico é Érico, o Vitorioso ou Érico VI da Suécia (r. 970–995).
Há uma grande lista de reis lendários que o precederam, de acordo com fontes tais como: a Heimskringla de Snorri Sturluson, baseada na Lista dos Inglingos, de Tiodolfo de Hvinir, as sagas de reis islandesas e norueguesas, o poema anglo-saxão Beovulfo, a biografia Vida de Ansgário de Rimberto de Hamburgo, a Feitos dos Bispos da Igreja de Hamburgo de Adão de Brema, a História da Noruega de autor anónimo e a Feitos dos Danos de Saxão Gramático. Todos os monarcas citados foram descritos como descendentes dos Inglingos, na linha real direta, ou através da casa de Ragnar Calças Peludas e da Casa dos Escildingos.

## Casa dos Inglingos (Ynglingaätten)
A lendária Casa dos Inglingos está mencionada em várias fontes, como sejam por exemplo a Heimskringla de Esnorro Esturleu, as sagas de reis islandesas e norueguesas e o poema anglo-saxão Beovulfo. Seu nome provém do nome do primeiro rei lendário dessa casa real - Ínguino (Ingo). Os primeiros monarcas desta dinastia são considerados completamente míticos, e estão incluídos no artigo sobre os Reis míticos da Suécia. Segundo a Heimskringla, Ínguino teria vivido na época do nascimento de Cristo, isto é, por volta do ano 0.[carece de fontes?]
- Odim (Deus nórdico, do clã dos Asses, que teria fundado o Reino dos suíones, Svearnas rike)
- Niordo (Deus nórdico, do clã dos Vanes)
- Ínguino (Rei imaginário; mais tarde divinizado como o deus Frei)
- Fliolmo (Reinou no século I, segundo a Canção de Grótti)
- Suérquero (século I)
- Valandro
- Visbur
- Domaldro (Provavelmente século II)
- Domar
- Dyggve
- Dagero, o Sábio (Provavelmente século III)
- Agne (Provavelmente século IV)
- Alarico e Érico (Corregentes)
- Elfo e Ínguino (Corregentes)
- Hugleico (O primeiro rei com alguma certeza histórica, apesar de repleta de contradições)[2][4]
- Hake (Usurpador do trono; não pertencia à Dinastia dos Inglingos)
- Jorundo (provavelmente século IV)
- Aun, Haldano e Alo, o Forte (século IV para o V)
- Egil (Ongentheow) (Final do século V e início do VI)
- Ótaro Corvo de Madeira (Também referido como Otere. Início do século VI. Alguma probabilidade histórica.)[4]
- Alo (Onela) (Início do século VI)[5]
- Adelo (Eadgils) (C. 530 - C. 575)[6]
- Ósteno (final do século VI)
- Sölve (final do século VI)
- Inguar, o Grisalho (final do século VI)
- Anundo das Estradas (início do século VII)
- Ingoldo, o Malfeitor (meados do século VII)

Com a morte de Ingoldo, o Malfeitor, acaba a Casa dos Inglingos, e uma nova dinastia toma o poder na terra dos suíones - a Dinastia dos Braço Longo.

## Reis dos Suíones (Sveakungar) - Casa de Ivar Braço Longo
Com a morte de Ingoldo, o Malfeitor, e a fuga do seu filho Olavo, o Desbravador para a Varmlândia, a Terra dos suíones - Suídia - passou a ser reinada por Ivar Braço Longo. A dinastia por ele iniciada tem contornos indefinidos e é designada por Casa de Ivar Braço Longo, Casa dos Escildingos ou Casa de Ragnar Calças Peludas, segundo as diferentes fontes.
Estes são os reis que sucederam a dinastia dos Inglingos e constaram em algumas lendas, Haroldo Dente de Guerra e Ragnar Calças Peludas. Biorno Flanco de Ferro deve ser incluído aqui, mas é considerado como sendo o fundador da dinastia seguinte. De acordo com o historiador dinamarquês Saxão Gramático, Sigurdo, o Anel pertenceu aos Inglingos e era filho de Ingoldo, o Malfeitor. As sagas, de um lado, dão seu pai como Randver, o filho de Radbardo, rei de Gardarícia.
- Ivar Braço Longo (C. 655 - C. 695)
- Haroldo Dente de Guerra (C. 705 - 750)
- Sigurdo, o Anel (C. 750 - C. 770)
- Ragnar Calças Peludas (C. 770 - C. 785)
- Ósteno, o Barrigudo (final do século VIII)

## Reis dos Suíones (Sveakungar) - Casa de Munsö
A chamada Casa de Munsö (Munsöätten) - também apelidada de Casa de Biorno Flanco de Ferro, Casa de Upsália, Casa do Rei Biorno ou simplesmente de Velha Dinastia - abrange vários reis viquingues que reinaram entre os séculos VIII e X. Alguns destes reis são considerados lendários e alguns são considerados históricos.
Há discordâncias e indefinições entre as diversas fontes históricas. Uma circunstância da época é a tradição de corregência, em que dois irmãos podiam ser eleitos reis ao mesmo tempo. Outra circunstância é o facto de as fontes em causa muitas vezes mencionarem uns detalhes e excluírem outros, como é o caso da guerra civil durante os reinados de Biorno no Montículo e Anundo de Upsália, ou os problemas gerados em redor da sucessão de Érico o Vitorioso (970-995), Olavo, filho de Biorno (970-975) e Estirbiorno, o Forte.
- Biorno Flanco de Ferro
- Érico Filho de Biorno (Candidato a deus pagão, em concorrência com o deus dos Cristãos. Alguma probabilidade histórica.)[4]
- Anundo de Upsália (Irmão e corregente de Biorno no Montículo, que o expulsou mais tarde. Considerado histórico)[4]
- Biorno no Montículo (Recebeu o missionário Ansgário de Hamburgo em Birca em 829. Considerado histórico)[4]
- Olavo (Recebeu o missionário Ansgário em 854 em Birca. Conduziu uma expedição militar à Letónia. Considerado histórico)[4][12]
- Érico Chapéu dos Ventos (século IX)
- Biorno, filho de Érico (Ca. 920 - 970)
- Ringo (Ca. 910 – ca. 940, reinou em 935 e 936. Considerado histórico)[4]
- Emundo, filho de Ringo (Recebeu o arcebispo Uni em Birca em 836. Considerado histórico)[4]
- Érico, filho de Ringo (Recebeu o arcebispo Uni em Birca em 836. Considerado histórico)[4]
- Emundo, filho de Érico (Considerado histórico)[4]
- Olavo, filho de Biorno (970-975; Irmão e corregente de Érico VI, o primeiro rei histórico da Suécia. Alguma probabilidade histórica.)[4]
- Estirbiorno, o Forte (Filho de Olavo II e sobrinho de Érico, o Vitorioso. Tentou sem êxito ser corregente da Suécia.)

Entre as fontes históricas e literárias sobre este período, merecem especial destaque a Vida de Ansgário (em latim: Vita Ansgari), uma biografia de Ansgário, o "Apóstolo do Norte", escrita no século IX por Rimberto de Hamburgo, e a Feitos dos Bispos da Igreja de Hamburgo, uma obra de Adão de Brema, escrita no século XI.